# Trilogy (album de The Weeknd)
Pour les articles homonymes, voir Trilogy.
Albums de The Weeknd
Echoes of Silence
(2011) Kiss Land
(2013)
Trilogy est une compilation du chanteur canadien The Weeknd publiée le 13 novembre 2012 sous les labels XO et Republic Records. Elle est composée de plusieurs versions remixées et remasterisées de ses mixtapes : House of Balloons, Thursday et Echoes of Silence ainsi que trois chansons inédites.

## Contexte
En 2011, le chanteur sort plusieurs mixtapes - House of Balloons, Thursday, Echoes of Silence - acclamées par les critiques et par un nombre croissant de fans. Ces mixtapes sont principalement produites par Illangelo et Doc McKinney et enregistrées à Toronto, Canada. 
Twenty Eight, Valerie et Til Dawn (Here Comes the Sun) sont des titres bonus. Afin de rééditer la musique au détail, The Weeknd doit obtenir l'autorisation des artistes qu'il a samplé à l'origine pour certaines chansons, comme Beach House pour The Party & the After Party et Siouxsie and the Banshees pour House of Balloons / Glass Table Girls ; le sample de Rock the Boat d'Aaliyah sur What You Need n'apparaît pas sur l'album Trilogy.

## Promotion
Un clip accompagnant le titre Rolling Stones est mis en ligne le 3 octobre 2012 afin de promouvoir la sortie de l'album.  Le chanteur présente l'album en avant-première lors d'une soirée d'écoute à New York le 24 octobre 2012, le premier grand événement médiatique de Tesfaye.  Selon le magazine musical NME, The Weeknd publie sur son site une lettre ouverte à ses fans à propos de la vidéo de Rolling Stone :
« Because I am a man of few words, I chose to make a viral video to show you how I felt and where I stand. I usually don't like to 'spoon feed' my audience because I grew up idolising story tellers who tell stories using symbolism, so it was in my nature to do the same. The "Rolling Stone" video takes place in a dimly lit studio which represents the two worlds I have been stuck in. The gloomy side represents the mainstream world while the other side represents the underground. The girl holding on represents you. »
— The Weeknd
        
« Comme je suis un homme peu bavard, j'ai choisi de faire une vidéo virale pour vous montrer ce que je ressens et où je me situe. D'habitude, je n'aime pas donner des leçons à mon public, car j'ai grandi en idolâtrant les auteurs qui racontent des histoires en utilisant le symbolisme, et il est donc dans ma nature de faire de même. La vidéo Rolling Stones se déroule dans un studio faiblement éclairé qui représente les deux mondes dans lesquels j'ai été coincé. Le côté sombre représente le monde traditionnel, tandis que l'autre côté représente le monde caché. La fille qui me tient, vous représente. »

Le clip de son premier single officiel, Wicked Games, est publié le 18 octobre 2012 sur son site. Chris Martins de Spin décrit la vidéo : 
« The clip is almost a sequel to the similarly shot “Rolling Stone” video, wherein a woman draped over the singer’s back mysteriously disappears by the song’s end. This time, the shot opens on a dancing, purse-lipped model type, but her shadow soon vamps away from her body, and torments Tesfaye until the track’s end. »
« Le clip est pratiquement une suite de la vidéo Rolling Stone, tournée de manière similaire, dans laquelle une femme s’accroche au chanteur et disparaît mystérieusement à la fin de la chanson. Cette fois, le plan s'ouvre sur une femme dansant, aux lèvres pincées, mais son ombre s'éloigne aussitôt de son corps et tourmente Tesfaye jusqu'à la fin du morceau. »
Le single sort le 22 octobre 2012 et atteint la 43e place du classement canadien Canadian Hot 100 ainsi que la 53e place du classement américain Billboard Hot 100,.
Le second single, Twenty Eight est lancé le 13 novembre 2012 Le clip est mis en ligne le 13 février 2013 et réalisé par Nabil Elderkin. Simren Bolaria, du site Earmilk, décrit la vidéo :
« A long way from his former faceless, anti-media Internet persona, a distracted Abel Tesfaye sits down for a grey and dreary television interview with a foreign journalist while a haunting hologram girl sits in bed watching from her own television set. He’s under surveillance--the crew is watching, hologram girl is watching, and the reporter is talking at him, so he dips into mental absence. The Weeknd continues to slip back into his alternate stripper world where the lights are flashing, the strippers don’t get tired, the décor is decadent, and he can do the watching himself, with a camcorder in hand, of course. The line between what’s real and what’s imagined is blurred, but one thing is clear—this video is definitely NSFW. »
« Bien loin de son ancien personnage Internet antimédiatique et sans personnalité, Abel Tesfaye, déconcentré, est assis pour une interview télévisée en face d'un journaliste, tandis qu'une fille holographique, obsédée, est assise dans son lit et le regarde depuis son propre téléviseur. Il est sous surveillance - l'équipe de tournage l'observe, la fille holographique l'observe et le journaliste lui parle, il plonge dans ses pensées. The Weeknd continue de se laisser distraire par son monde imaginaire avec des strip-teaseuses où les lumières clignotent, les danseuses ne se fatiguent pas, le décor est décadent et il filme les filles avec un caméscope. La frontière entre ce qui est réel et ce qui est imaginé est floue, mais une chose est claire : cette vidéo est définitivement sexuellement explicite »
The Zone en collaboration avec le rappeur canadien Drake est le troisième single de The Weeknd. Des rumeurs sur le clip sont lancées avant même sa sortie. Le clip est publié le 7 novembre 2012 et est décrit par le site de critique musical Pretty Much Amazing :
« a lot of camera obscura effects, a forest of multicolored balloons, lens flare that would make J. J. Abrams jealous, a woman dancing in lace lingerie, and Drake. It's a fitting video – its film noir, Twin Peaks-y vibe perfectly matches the track's subtle sexy-creepy energy. »
« beaucoup d'effets de camera obscure, une forêt de ballons multicolores, des facteurs de flare qui rendraient J. J. Abrams jaloux, une femme qui danse en lingerie, et Drake. C'est une vidéo appropriée - son ambiance de film noir et de Twin Peaks correspond parfaitement à l'énergie subtilement sexy et effrayante du morceau. »
The Weeknd effectue une tournée pour promouvoir l'album de septembre à novembre 2012.

## Accueil critique
L'album reçoit des critiques positives. Metacritic, qui attribue une note sur 100, donne à l'album une note moyenne de 79, sur la base de 19 avis. L'agrégateur AnyDecentMusic ? note selon leur estimation du consensus qui se dégage des critiques et attribue la note de 8,1 ⁄10. 
John Calvert du magazine Fact le qualifie : « d'album de RnB peu égalé en termes d'ambition narrative ». Killian Fox, de The Observer, estime que l'idée de mélanger des mixtapes est excellente au départ mais il déclare : « Si vous n'avez pas acheté les mixtapes lorsqu'elles étaient gratuites et que vous pouvez supporter 160 minutes de nihilisme magnifiquement conçu, alors c'est un achat essentiel ».
Bien qu'il trouve les nouvelles chansons « arbitraires en termes de séquençage », Ian Cohen de Pitchfork cite l'album comme « l'une des meilleures musiques de la jeune décennie ; à en juger par son influence déjà omniprésente, on peut dire sans risque de se tromper que Trilogy (ou au moins House of Balloons) sera l'un de ces disques qui seront considérés comme un tournant lorsque nous regarderons les années 2010 dans leur ensemble ». Paul MacInnes du quotidien The Guardian écrit que ces trois disques « offrent une trajectoire approximative de fête, d'après-fête et de gueule de bois, à travers laquelle une voix affirmée cède la place à une autre qui semble plus troublée », et conclut que : « Trilogy enlève une partie du mystique de The Weeknd - les formules lyriques deviennent apparentes et les exemples de mélodie engageante s'estompent au fur et à mesure que la collection avance. Quelles que soient ses limites, l'album reste une œuvre saisissante ». 

## Performances commerciales
Trilogy se hisse à la cinquième place du classement Canadian Albums Chart. L'album est certifié double platine par Music Canada, le 22 mai 2013. 

## Titres
| 1.  | High for This                         | - Abel Tesfaye - Adrien Gough - Henry Walter                                                            | Cirkut                       | 4:07 |
| 2.  | What You Need                         | - Tesfaye - Jeremy Rose                                                                                 | - Rose - The Weeknd          | 3:16 |
| 3.  | House of Balloons / Glass Table Girls | - Tesfaye - Doc McKinney - Illangelo - Susan Ballion - Peter Clarke - John McGeoch - Steven Severin [1] | - Doc McKinney - Illangelo   | 6:47 |
| 4.  | The Morning                           | - Tesfaye - McKinney - Montagnese                                                                       | - McKinney - Illangelo       | 5:15 |
| 5.  | Wicked Games                          | - Tesfaye - Rainer Millar Blancheur - McKinney - Montagnese                                             | - McKinney - Illangelo       | 5:24 |
| 6.  | The Party & the After Party           | - Tesfaye - Rose - Blanchaer - Victoria Legrand[2] - Alex Scally                                        | - Rose - The Weeknd - Rainer | 7:39 |
| 7.  | Coming Down                           | - Tesfaye - McKinney - Montagnese                                                                       | - McKinney - Illangelo       | 4:55 |
| 8.  | Loft Music                            | - Tesfaye - Rose - Legrand[3] - Scally                                                                  | - Rose - The Weeknd          | 6:04 |
| 9.  | The Knowing                           | - Tesfaye - McKinney - Montagnese - Elizabeth Fraser - Robin Guthrie - Simon Raymonde[4]                | - McKinney - Illangelo       | 5:41 |
| 10. | Twenty Eight (titre bonus)            | - Tesfaye - McKinney - Montagnese                                                                       | - McKinney - Illangelo       | 4:18 |

| 1.  | Lonely Star                | - Tesfaye - McKinney - Montagnese                                                                          | - McKinney - Illangelo | 5:49 |
| 2.  | Life of the Party          | - Tesfaye - McKinney - Montagnese - Björn Berglund - Pontus Berghe - Anthony Grier - Vini Reilly[5]        | - McKinney - Illangelo | 4:57 |
| 3.  | Thursday                   | - Tesfaye - McKinney - Montagnese                                                                          | - McKinney - Illangelo | 5:19 |
| 4.  | The Zone (featuring Drake) | - Tesfaye - Aubrey Graham - McKinney - Montagnese                                                          | - McKinney - Illangelo | 6:58 |
| 5.  | The Birds, Pt. 1           | - Tesfaye - McKinney - Montagnese                                                                          | - McKinney - Illangelo | 3:34 |
| 6.  | The Birds, Pt. 2           | - Tesfaye - McKinney - Montagnese - Nicholas Bird - Steve Crittall - Alex McGowan - Martina Topley-Bird[6] | - McKinney - Illangelo | 5:50 |
| 7.  | Gone                       | - Tesfaye - McKinney - Montagnese                                                                          | - McKinney - Illangelo | 8:07 |
| 8.  | Rolling Stone              | - Tesfaye - McKinney - Montagnese                                                                          | - McKinney - Illangelo | 3:50 |
| 9.  | Heaven or Las Vegas        | - Tesfaye - McKinney - Montagnese                                                                          | - McKinney - Illangelo | 5:53 |
| 10. | Valerie (titre bonus)      | - Tesfaye - McKinney - Montagnese                                                                          | - McKinney - Illangelo | 4:46 |

| 1.  | D.D.                                         | Michael Jackson                                                          | Illangelo                  | 4:35 |
| 2.  | Montreal                                     | - Tesfaye - Montagnese - France Gall[7]                                  | Illangelo                  | 4:10 |
| 3.  | Outside                                      | - Tesfaye - Ahmad Balshe - Montagnese - Madeline Follin - Ryan Mattos[8] | Illangelo                  | 4:20 |
| 4.  | XO / The Host                                | - Tesfaye - Montagnese                                                   | Illangelo                  | 7:23 |
| 5.  | Initiation                                   | - Tesfaye - Martin Wong - Montagnese - Georgia Anne Muldrow[9]           | - DropxLife - Illangelo    | 4:20 |
| 6.  | Same Old Song (featuring Juicy J)            | - Tesfaye - Montagnese                                                   | Illangelo                  | 5:12 |
| 7.  | The Fall                                     | - Tesfaye - Michael Volpe - Montagnese                                   | - Clams Casino - Illangelo | 5:45 |
| 8.  | Next                                         | - Tesfaye - Montagnese                                                   | Illangelo                  | 6:00 |
| 9.  | Echoes of Silence                            | - Tesfaye - Montagnese                                                   | Illangelo                  | 4:02 |
| 10. | Till Dawn (Here Comes the Sun) (titre bonus) | - Tesfaye - McKinney - Montagnese                                        | - McKinney - Illangelo     | 5:19 |

| 11. | The Zone (sous-titré) | 5:16 |

Crédits samples
- 1. ↑  House of Balloons / Glass Table Girls contient des éléments de la chanson Happy House, écrite par Susan Ballion, Peter Clarke, John McGeoch et Steven Severin.
- 2. ↑  The Party & the After Party contient des éléments de la chanson Master of None, écrite par Beach House.
- 3. ↑ Loft Music contient des éléments de la chanson Gila, écrite par Beach House.
- 4. ↑  The Knowing contient des éléments de la chanson Cherry Coloured Funk écrite par Cocteau Twins.
- 5. ↑  Life of the Party contient des éléments de la chanson Drugs in My Body, écrite par le groupe Thieves Like Us.
- 6. ↑  The Birds, Pt. 2 contient des éléments de la chanson Sandpaper Kisses, écrite par Nicholas Bird, Steve Crittall, Alex McGowan et Martina Topley-Bird.
- 7. ↑  Montreal contient des éléments de la chanson Laisse tomber les filles, écrite par France Gall
- 8. ↑  Outside contient des éléments de la chanson Go Outside écrite par Madeline Follin et Ryan Mattos.
- 9. ↑  Initiation contient des éléments de la chanson Patience écrite par Georgia Anne Muldrow.

## Personnel
Crédits de l'album adapté des Notes d'accompagnement : 
- Matthew Acton – assistant ingénieur, ingénieur
- Hyghly Alleyne – producteur délégué
- Rainer Millar Blanchaer – musicien, producteur
- William Brock – guitariste
- Noel Cadastre – assistant ingénieur
- Clams Casino – musicien, producteur
- Drake – artiste en featuring
- Dream Machine – producteur
- Drop – artwork, concepteur, producteur délégué
- DropXLife – musicien, producteur
- Adrian Eccleston – guitariste
- Adrien Gough – musicien
- Patrick Greenaway – guitariste
- Juicy J – artiste en featuring, voix
- Shin Kamiyama – assistant ingénieur
- Doc McKinney – ingénieur, producteur délégué, instrumentation, musicien, producteur
- Carlo Montagnese – ingénieur, producteur délégué, instrumentation, mixeur, musicien, producteur
- Jeremy Rose – ingénieur, musicien, producteur
- Mark Santangelo – mastering
- Noah Shebib – ingénieur
- Ben Swantek – concepteur
- La Mar Taylor – producteur délégué, photography
- Henry Walter – ingénieur, musicien
- The Weeknd – producteur délégué, musicien, chanteur, producteur
- Jake Wilson – producteur délégué

## Classement
| Pays        | Classement musical     | Position |
| ----------- | ---------------------- | -------- |
| Allemagne   | GfK Entertainment      | 90       |
| Australie   | ARIA Charts            | 93       |
| Belgique    | Ultratop               | 60       |
| Canada      | Billboard              | 5        |
| Danemark    | Track Top-40           | 22       |
| États-Unis  | Billboard 200          | 4        |
| États-Unis  | Top R&B/Hip-Hop Albums | 1        |
| France      | SNEP                   | 128      |
| Pays-Bas    | Dutch Album Top 100    | 48       |
| Royaume-Uni | OCC                    | 37       |
| Suisse      | Schweizer Hitparade    | 58       |

## Certifications
| Pays                                                     | Certification | Unités     |
| -------------------------------------------------------- | ------------- | ---------- |
| Canada (Music Canada)                                    | 2 × Platine   | 160 000^   |
| Danemark (IFPI Danmark)                                  | Platine       | 120 000‡   |
| États-Unis (RIAA)                                        | 3 × Platine   | 3 000 000‡ |
| Royaume-Uni (BPI)                                        | Or            | 100 000‡   |
| ^Chiffres des ventes ‡Chiffres des ventes + du streaming |               |            |